# Borsa Australiana
La Borsa Australiana (in inglese: Australian Securities Exchange; ASX) è una borsa valori australiana. È stata fondata nel 1987 e ha sede a Sydney. È una società pubblica australiana che gestisce la principale borsa valori australiana, l'Australian Securities Exchange (a volte indicata al di fuori dell'Australia come, o confusa all'interno dell'Australia come, The Sydney Stock Exchange, un'entità separata). L'ASX è stata costituita il 1º aprile 1987, attraverso l'incorporazione ai sensi della legislazione del Parlamento australiano come fusione delle sei borse valori statali, e si è fusa con il Sydney Futures Exchange nel 2006.
Oggi, ASX ha un giro d'affari medio giornaliero di 4,685 miliardi di dollari australiani e una capitalizzazione di mercato di circa 1,6 trilioni di dollari australiani, che lo rendono uno dei 20 principali gruppi di scambio quotati al mondo.
ASX Clear è la stanza di compensazione per tutte le azioni, i prodotti strutturati, i warrant e gli ASX Equity Derivatives.